# Hedera algeriensis
Hedera algeriensis är en araliaväxtart som beskrevs av Hibberd. Hedera algeriensis ingår i släktet Hedera och familjen Araliaceae. Inga underarter finns listade.

## Bildgalleri

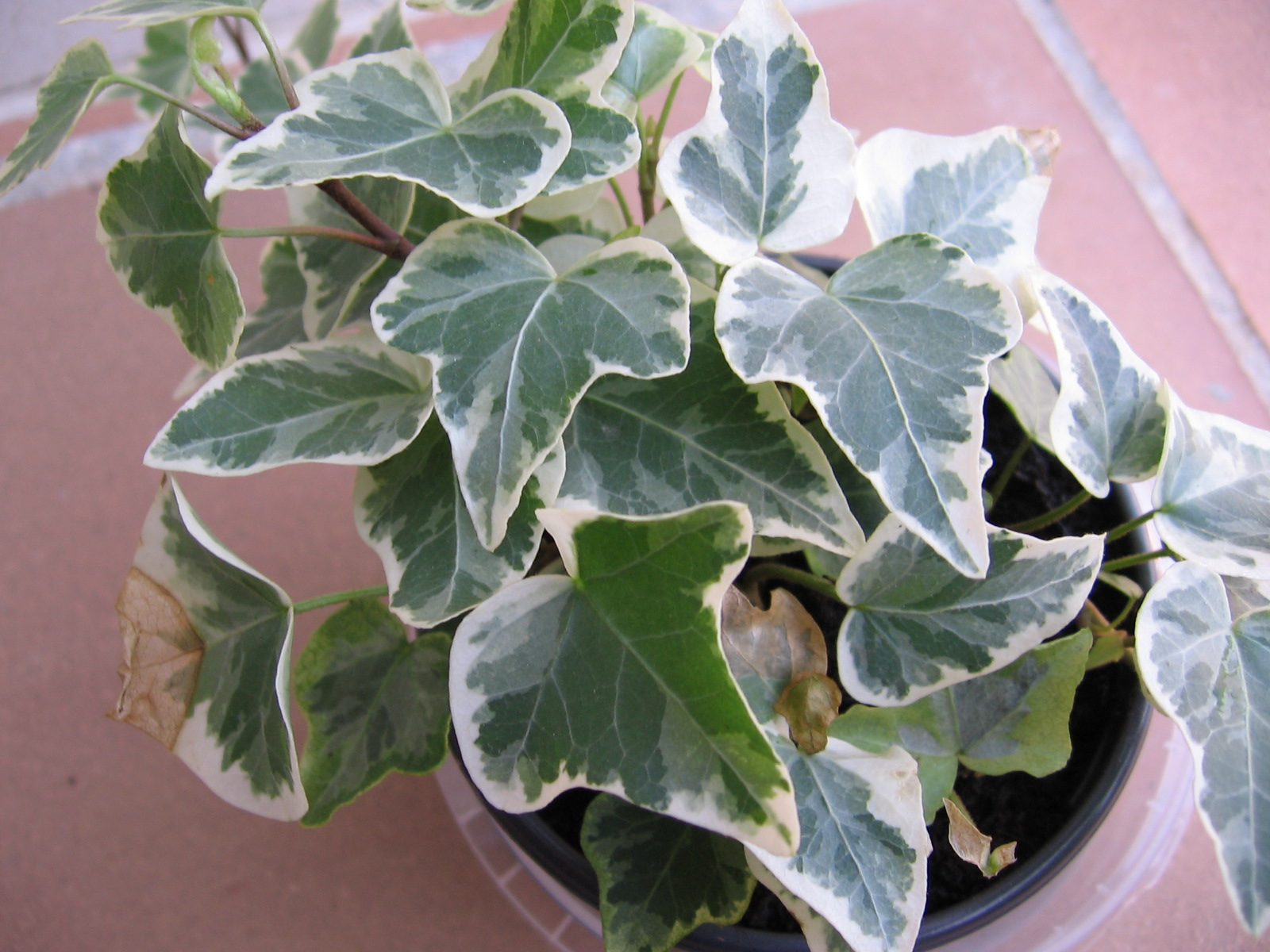
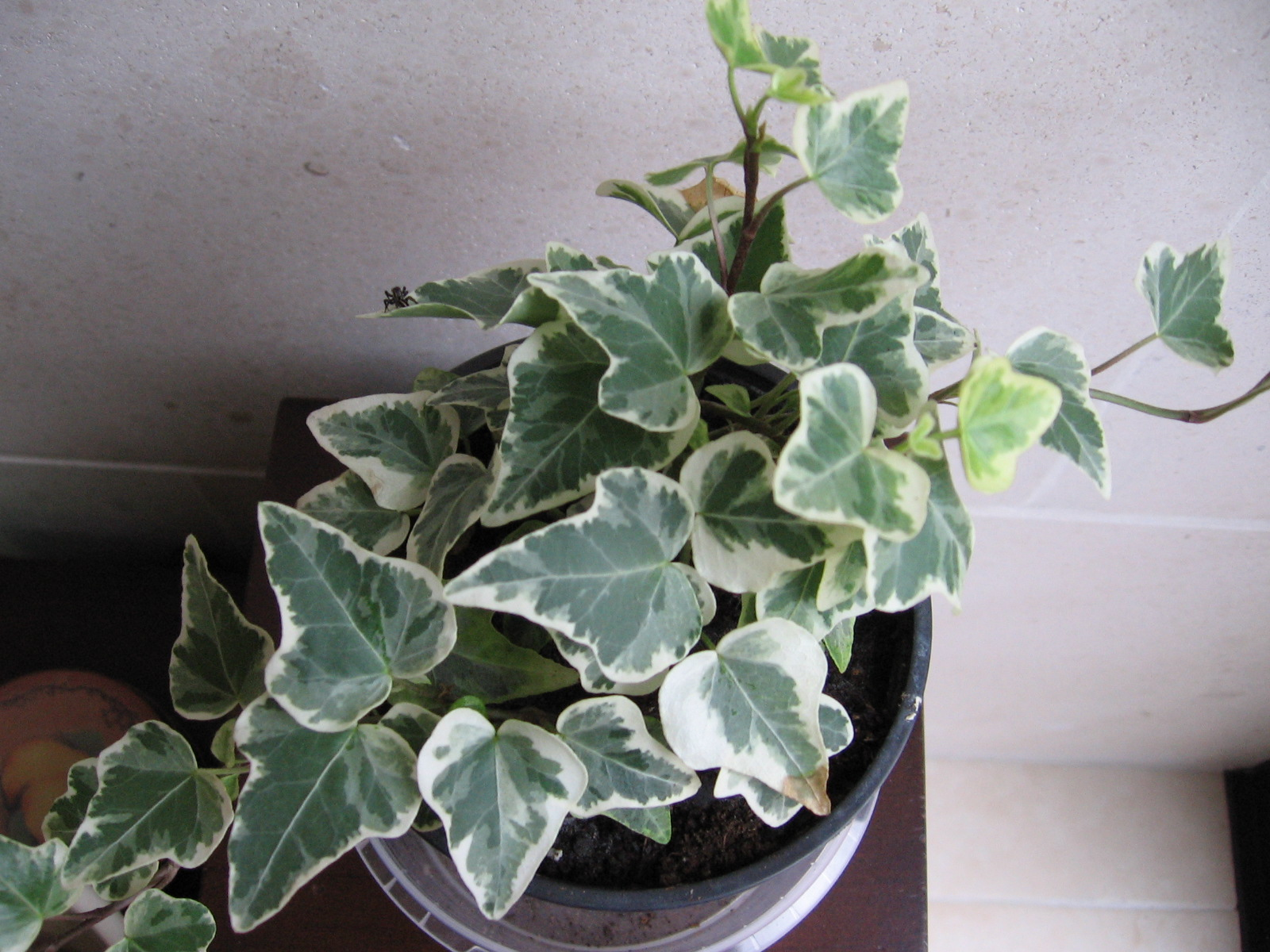
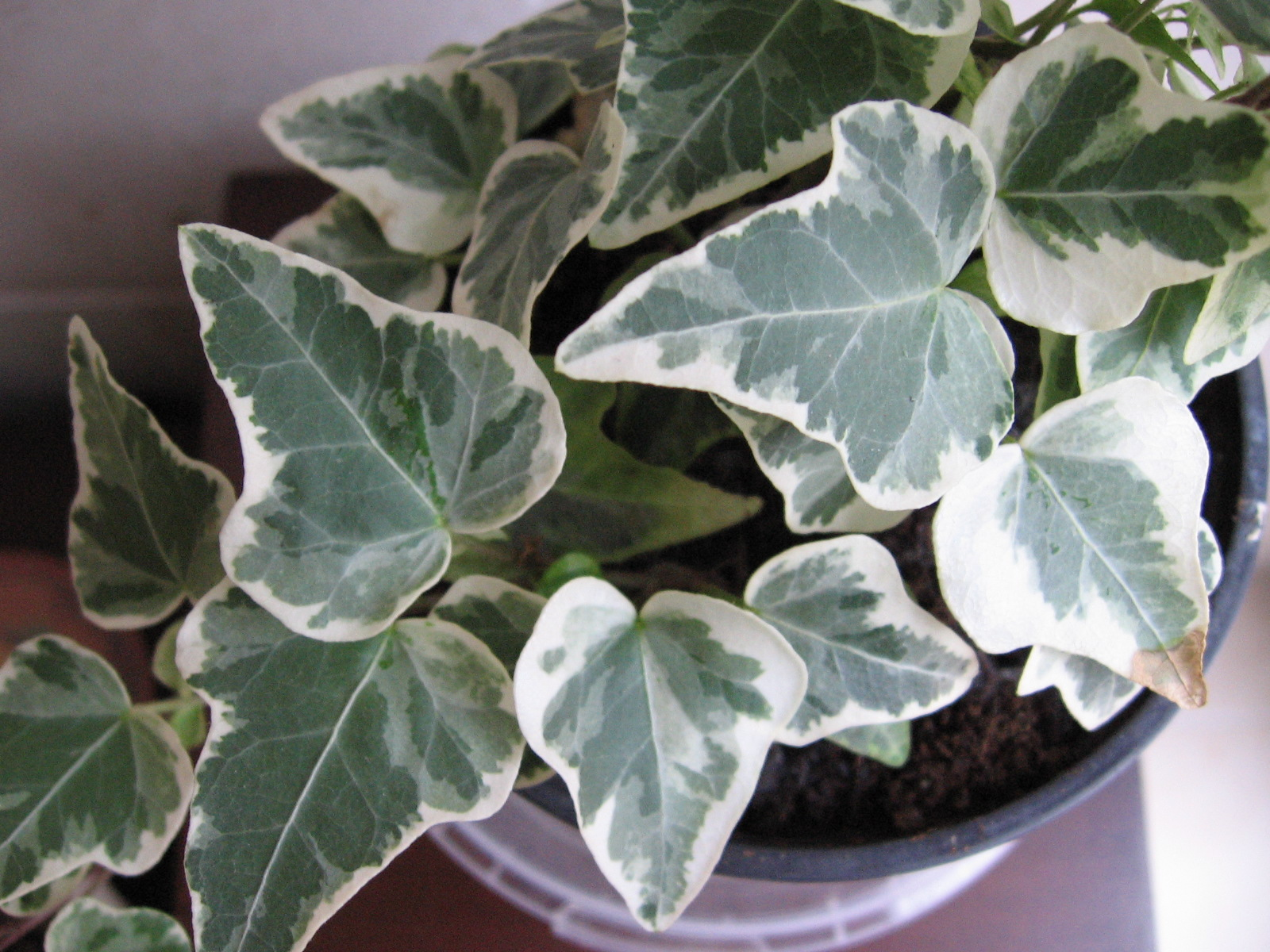
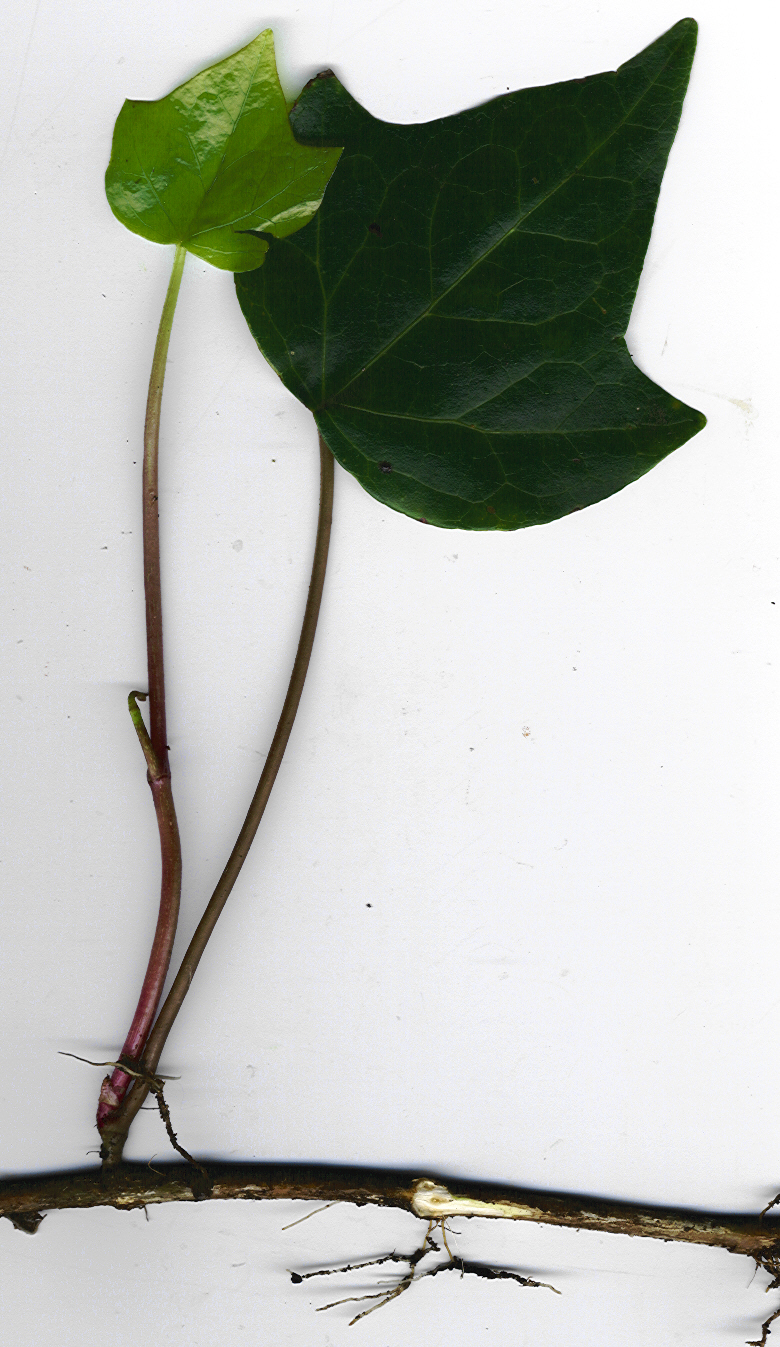
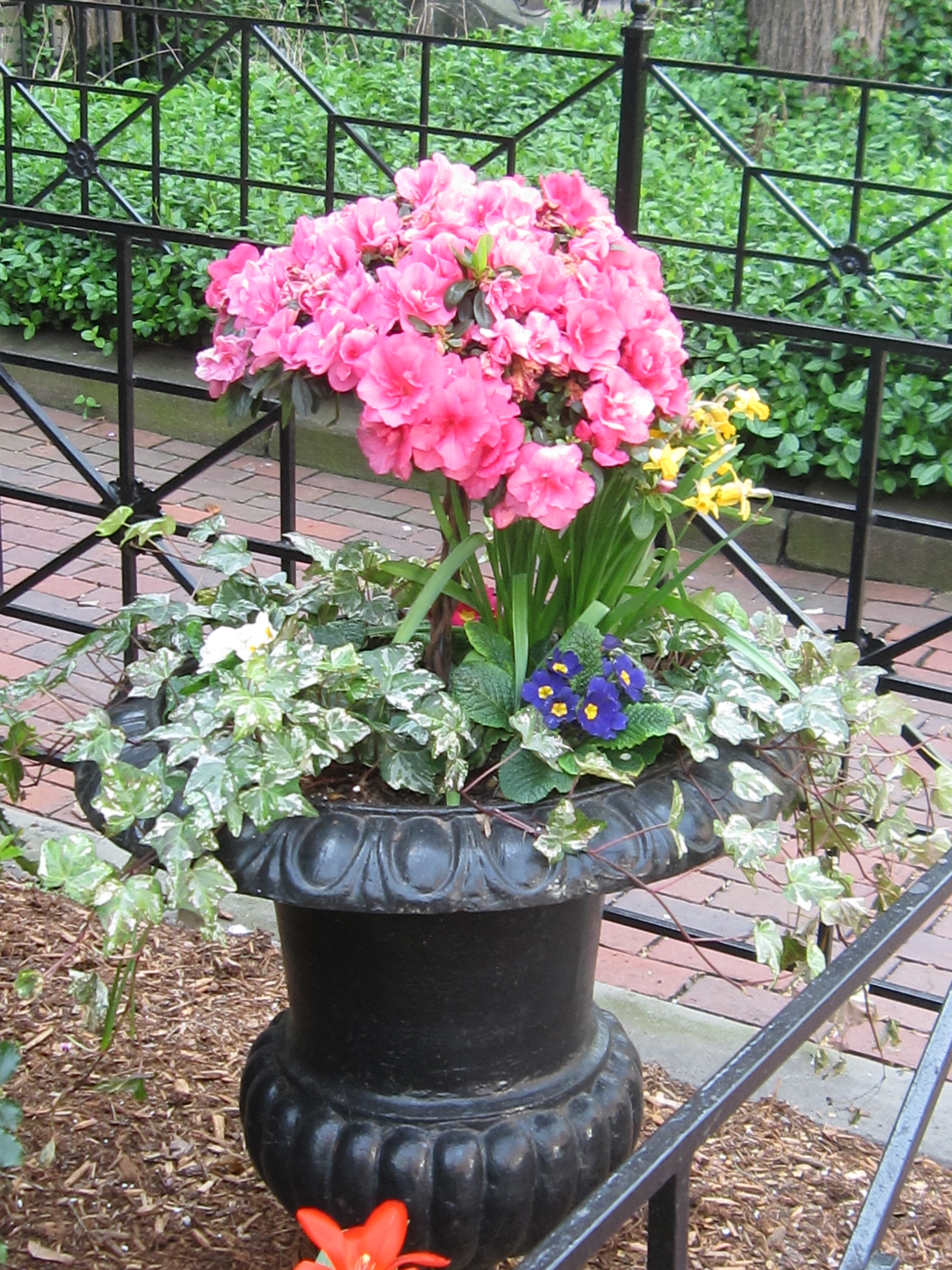
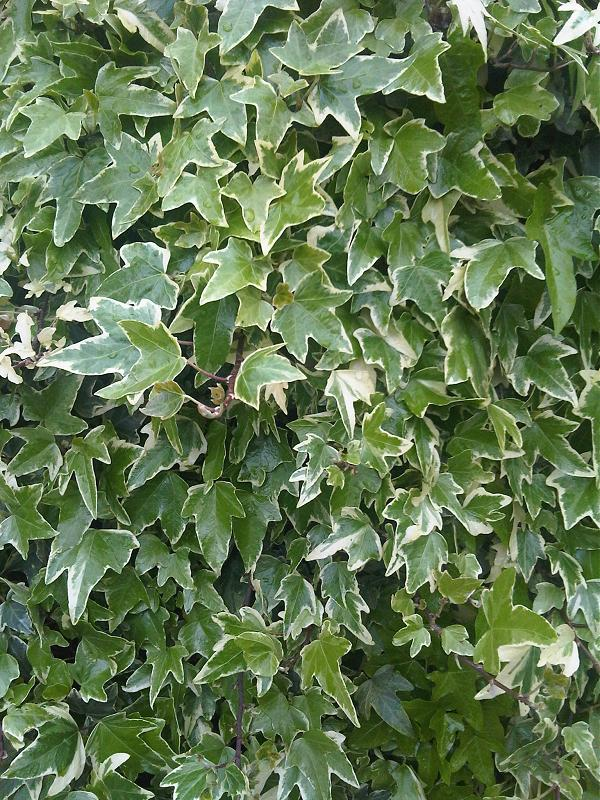